# 鶏冠山 (山梨県山梨市)
鶏冠山（とさかやま）とは山梨県山梨市にある標高2,115mの山である。　

## 概要
奥秩父山塊のほぼ中央に位置し、秩父多摩甲斐国立公園を代表する渓谷である東沢渓谷の北側に屹立している。山頂付近に連なる岩峰がニワトリのトサカのように見えることから、この名がある。また山梨百名山の一つでもある。
山頂より南の尾根上に第一岩峰（1,986m）、第二岩峰及び第三岩峰があり、第三岩峰（標高約2,020m地点）に山梨百名山の標柱がある。
なお、同県の甲州市に漢字では同名の鶏冠山（標高1,716m）が存在するが、山名は「けいかんざん」である。

## 周辺の山
- 甲武信ヶ岳
- 黒金山
- 国師岳
- 木賊山